# فرهاد وکیلی
فرهاد وکیلی (درگذشته ۱۹ اردیبهشت ۱۳۸۹) یکی از پنج زندانی کرد بود که سحرگاه ۱۹ اردیبهشت ۱۳۸۹ در زندان اوین اعدام شد.

## زندگی‌نامه
فرهاد وکیلی فرزند شریفه و محمد سعید متولد دوم خردادماه سال ۱۳۴۵ شهر سنه، دوران تحصیل را از ابتدایی تا دیپلم، در شهر سنه سپری کرد. تحصیلات دانشگاهی خود را در دانشگاه بروجرد به اتمام رساند. او کارمند جهاد کشاورزی در شهر سنه بود.

## بازداشت و اعدام
در تاریخ ۲۳ شهریور ۱۳۸۵، فرهاد وکیلی توسط نیروهای امنیتی جمهوری اسلامی ایران در محل کارش دستگیر شد. او به زندان منتقل شد و بعداً در دادگاهی در تاریخ ۱۰ بهمن ۱۳۸۶، به ۱۰ سال حبس تعزیری و اعدام محکوم شد. حکم اعدام او به اتهام محاربه صادر شده بود. بنابر اظهارات برخی از هم‌بندی‌هایش، او را مجبور کرده بودند تا تحت شکنجه، به انجام عملیات مسلحانه بر علیه نظام جمهوری اسلامی اعتراف کند. دادگاه در نهایت او را به خاطر اتهامات «محاربه از طریق فعالیت مؤثر برای گروهک‌های ضد نظام و همچنین نگهداری و قاچاق اسلحه و مهمات» محکوم کرد. روابط عمومی دادسرای عمومی و انقلاب تهران نیز او را به «ارتباط با عوامل گروهک پژاک و جذب کمک‌های مالی به عنوان واسطه برای این گروهک» متهم کرد. کشف مواد منفجره و اسلحه از خودرو و منزل فرهاد وکیلی، یکی از مواردی است که در پرونده قضایی او مطرح شده است.
حکم اعدام وکیلی در ۱۹ اردیبهشت ۱۳۸۹ در محوطه زندان اوین به اجرا درآمد.
پس از اعدام، جسد او به خانواده‌اش تحویل داده نشد و بعدها مقامات جمهوری اسلامی به خانواده او گفته بودند که به خاطر محکومیت او به اتهام محاربه، جسد او به صورت مخفیانه در گورستانی به دور از گورستان مسلمانان دفن شده است و بعدها محل دفن به خانواده اعلام می‌شود.

## واکنش‌ها به اعدام
بعد از اعدام فرهاد وکیلی که در بند ۳۵۰ زندان اوین زندانی بود، مسئولان بند، برگزاری هر نوع مراسمی را برای او ممنوع اعلام کرده بودند اما زندانیان چند روز پس از اعدام او برای وی مجلس یادبودی برقرار کردند که منجر به سخت‌گیری‌هایی در این بند شد.